# Ernst Chain
Ernst Boris Chain (Berlim, 19 de junho de 1906 — Castlebar, 12 de agosto de 1979) foi um bioquímico alemão de origem judaica. Foi agraciado com o Nobel de Fisiologia ou Medicina de 1945, por pesquisas sobre a penicilina.

## Biografia
Chain nasceu em Berlim, filho de Margarete (nascida Eisner) e Michael Chain, que era químico e industrial de produtos químicos. Seu pai emigrou da Rússia para estudar química no exterior e sua mãe era de Berlim. Em 1930, ele recebeu seu diploma em química pela Universidade Friedrich Wilhelm. Seu pai descende de Shealtiel Ḥen, que era uma figura proeminente entre os judeus da Catalunha.
Depois que os nazistas chegaram ao poder, Chain entendeu que, sendo judeu, não estaria mais seguro na Alemanha. Ele deixou a Alemanha e se mudou para a Inglaterra, chegando em 2 de abril de 1933 com £ 10 no bolso. O geneticista e fisiologista JBS Haldane o ajudou a obter um cargo no University College Hospital, em Londres.
Depois de alguns meses, ele foi aceito como estudante de doutorado na Fitzwilliam House, Universidade de Cambridge, onde começou a trabalhar com fosfolipídios sob a direção de Sir Frederick Gowland Hopkins. Em 1935, ele aceitou um emprego na Universidade de Oxford como professor de patologia. Durante esse tempo, ele trabalhou em uma variedade de tópicos de pesquisa, incluindo venenos de cobra, metabolismo de tumor, lisozimas e técnicas de bioquímica. Chain foi naturalizado britânico em 1939.
Em 1939, ele se juntou a Howard Florey para investigar agentes antibacterianos naturais produzidos por microorganismos. Isso levou ele e Florey a revisitar a obra de Alexander Fleming, que havia descrito a penicilina nove anos antes. Chain e Florey passaram a descobrir a ação terapêutica da penicilina e sua composição química. Chain e Florey descobriram como isolar e concentrar o agente destruidor de germes na penicilina. Por esta pesquisa, Chain, Florey e Fleming receberam o Prêmio Nobel em 1945.

Junto com Edward Abraham, ele também estava envolvido na teorização da estrutura beta-lactâmica da penicilina em 1942, que foi confirmada por cristalografia de raios-X feita por Dorothy Hodgkin em 1945. Perto do final da Segunda Guerra Mundial, Chain soube de sua mãe e a irmã foi morta pelos nazistas. Após a Segunda Guerra Mundial, Chain mudou-se para Roma, para trabalhar no Istituto Superiore di Sanità (Instituto Superior de Saúde). Ele retornou à Grã-Bretanha em 1964 como fundador e chefe do departamento de bioquímica do Imperial College London, onde permaneceu até sua aposentadoria, se especializando em tecnologias de fermentação. 

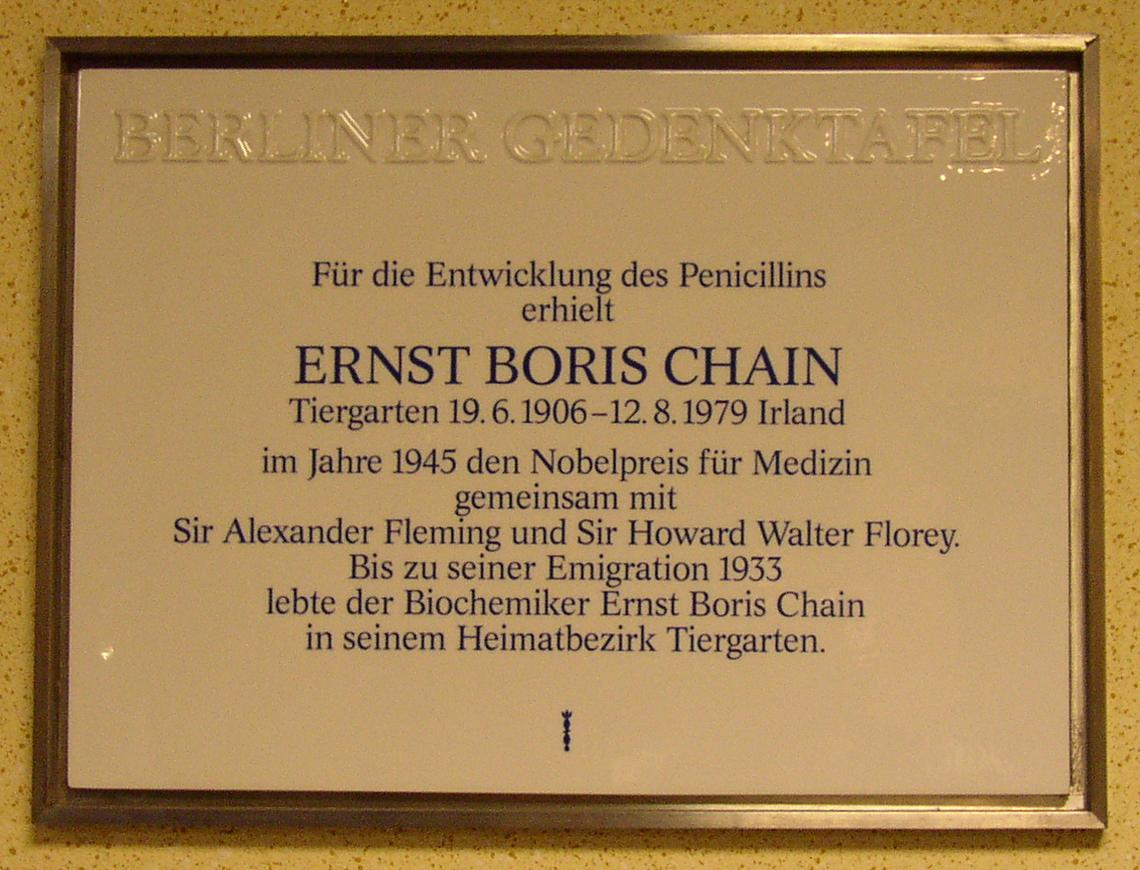
Placa em memória de Chain em Berlim

Em 17 de março de 1948, Chain foi nomeado bolsista pela Royal Society. Em 8 de julho de 1969, Chain foi nomeado Knight Bachelor.
Ele foi amigo de longa data do professor Albert Neuberger, que conheceu em Berlim na década de 1930.
Em 1948, ele se casou com Anne Beloff-Chain, irmã de Renee Soskin, Max Beloff, John Beloff e Nora Beloff, e uma bioquímica de posição significativa. Mais tarde, sua identidade judaica tornou-se cada vez mais importante para ele. Chain era um sionista fervoroso e tornou-se membro do conselho de governadores do Instituto Weizmann de Ciência em Rehovot em 1954, e mais tarde membro do conselho executivo. Ele criou seus filhos com segurança dentro da fé judaica, arranjando muitas aulas extracurriculares para eles. Suas opiniões foram expressas com mais clareza em seu discurso "Por que sou judeu", proferido na Conferência Mundial de Intelectuais do Congresso Judaico em 1965.
Chain morreu no Mayo General Hospital em 1979. O prédio de bioquímica do Imperial College London recebeu o nome dele.